# Parasiopsis
Parasiopsis là một chi bướm đêm thuộc họ Erebidae.